# Conservatoire botanique national de Franche-Comté
Le Conservatoire botanique national de Franche-Comté (CBNCF) est un établissement public français à caractère scientifique et technique. En 2007, le Ministère chargé de l'écologie et du développement durable lui a délivré son premier agrément en tant que « Conservatoire botanique national de Franche-Comté ». Il s'intègre ainsi dans le dispositif des Conservatoires botaniques nationaux mis en place depuis le 22 novembre 1994,.
Il fait partie d’un réseau des onze Conservatoires botaniques nationaux qui ont vocation à couvrir le territoire français.
Le territoire d'agrément du CBNC couvre la Franche-Comté.

## Missions
Le Conservatoire botanique national de Franche-Comté a pour missions :
- La connaissance de la flore sauvage, des habitats naturels et de l’entomofaune
- La conservation de la flore et de l’entomofaune rares et/ou menacées
- L’expertise et appui technique dans ses domaines de compétences
- L’information et la sensibilisation du public et des pouvoirs publics